# Turňa

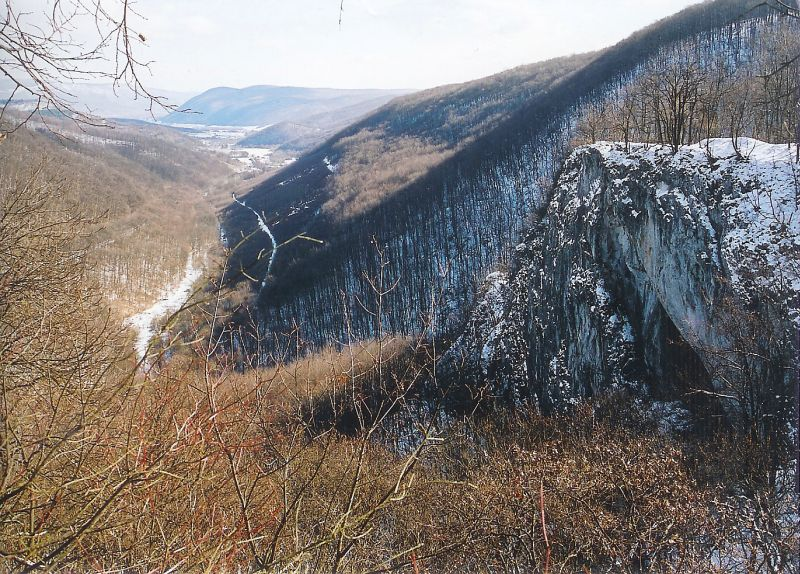
Turňa wypływająca z Sokolej Skały.

Turňa (węg. Torna, niem. Tornau) – rzeka we wschodniej Słowacji, w dorzeczu Dunaju.
Turňa wypływa w zachodniej części Krasu Słowackiego, na wschodnich zboczach Płaskowyżu Silickiego. Za jej źródło uważa się wywierzysko krasowe zwane Sokolim Wywierzyskiem (słow. Sokolia vyvieračka) na wschodniej ścianie Sokolej Skały (455 m n.p.m.), tuż przy granicy słowacko-węgierskiej. Powstały w ten sposób Sokoli Potok, spływający w kierunku wschodnim wąską dolinką, wciętą głęboko między strome zbocza i zbierający dopływy ze stoków Płaskowyżu Silickiego, stanowi źródłowy tok rzeki, która swą nazwę niesie od wsi Silická Jablonica.
Poniżej tej wsi płynie na wschód dnem płaskiej Kotliny Turniańskiej (210–190 m n.p.m.), rozdzielającej płaskowyże Górnego i Dolnego Wierchu. Przyjmując kilka krótkich dopływów, pochodzących z wywierzysk na stokach obu tych płanin, koło wsi Hrhov Turňa zasila powstałe w miejscu dawnych mokradeł stawy rybne (słow. Hrhovské rybniky), po czym wypływa na teren Kotliny Koszyckiej. Tu, na południe od miejscowości Turnianske Podhradie (obecnie część Turni nad Bodvou), uchodzi do Bodvy, między miejscowościami Turňa nad Bodvou i Hosťovce.